# Guatteria megalophylla
Guatteria megalophylla là loài thực vật có hoa thuộc họ Na. Loài này được Diels mô tả khoa học đầu tiên năm 1905.